# James P. O'Donnell
James Preston O'Donnell (n. 30 iulie 1917, Baltimore, America Britanică⁠(d), Regatul Marii Britanii – d. 1990, Boston, Massachusetts, SUA) a fost un scriitor și jurnalist american. 

## Lucrări scrise
- O'Donnell, James Preston (1971). Sailing to Byzantium: a study in the development of the later style and symbolism in the poetry of William Butler Yeats. New York: Octagon Books. ISBN 978-0-374-96141-1.
- O'Donnell, James Preston; Uwe Bahnsen (1975). Die Katakombe – Das Ende in der Reichskanzlei. Stuttgart: Deutsche Verlagsanstalt. ISBN 3-421-01712-3.
- O'Donnell, James Preston (1978). The Bunker: The History of the Reich Chancellery Group. Boston: Houghton Mifflin. ISBN 978-0-395-25719-7.

## Articole
- O'Donnell, James P. "I Cruised the Rhine on a Marshall-Plan Barge." The Saturday Evening Post, 3 septembrie 1949.
- O'Donnell, James P. "The Ghost Train of Berlin." Das Beste, ianuarie 1979. (germană)

## Ecranizări
- Buncărul, regizat de George Schaefer și scris de John Gay, cu Anthony Hopkins în rolul lui Hitler.